# زولت نيميث (سياسي)
زولت نيميث هو اقتصادي وسياسي مجري، ولد في 14 أكتوبر 1963 في بودابست في المجر. نشط حزبياً في فيدس – الاتحاد المدني المجري.

## مناصب
- انتخب ممثل الجمعية البرلمانية لمجلس أوروبا [الإنجليزية]‏ لترشحه ضمن قائمة المجر، (23 يونيو 2014 – ).
- انتخب ممثل الجمعية البرلمانية لمجلس أوروبا [الإنجليزية]‏ لترشحه ضمن قائمة المجر، (24 يونيو 2002 – 21 مايو 2010).
- انتخب ممثل الجمعية البرلمانية لمجلس أوروبا [الإنجليزية]‏ لترشحه ضمن قائمة المجر، (3 أكتوبر 1994 – 21 سبتمبر 1998).
- انتخب نائب عن الجمعية البرلمانية لمجلس أوروبا  [لغات أخرى]‏ لترشحه ضمن قائمة المجر، (27 سبتمبر 1993 – 3 أكتوبر 1994).
- انتخب عضو في البرلمان الأوروبي عن دائرة المجر [الإنجليزية]‏ لترشحه ضمن قائمة فيدس – الاتحاد المدني المجري، وقد انضم خلال فترته النيابية (1 مايو 2004 – 19 يوليو 2004) للكتلة البرلمانية كتلة حزب الشعب الأوروبي.
- انتخب عضو الجمعية الوطنية المجرية ‏ وقد انضم خلال فترته النيابية ‏ للكتلة البرلمانية فيدس – الاتحاد المدني المجري.